# تشينتشين
تشينتشين (بالإنجليزية: Chinchin)‏ هي municipality of Armenia تقع في أرمينيا في محافظة تاووش. يقدر عدد سكانها بـ 713 نسمة .